# Josef Fares
Pour les articles homonymes, voir Farès.
Josef Fares (Beyrouth, 19 septembre 1977) est un réalisateur, scénariste et game designer libano-suédois.

## Biographie
À l'âge de 10 ans, Josef Fares et sa famille émigrent en Suède et s'installent à Örebro. Il vit désormais à Stockholm. 
Il étudie au Dramatiska Institutet, l'École supérieure de cinéma, radio, télévision et théâtre de Stockholm et durant son cycle d'études, noue des relations privilégiées avec la société de production Memfis Film qui lui permettent de réaliser son premier film Jalla! Jalla!.
Son père Jan Fares, ainsi que son frère Fares Fares sont acteurs, et ont été à l'affiche de ses films.
Son quatrième film, Leo, où il est également acteur et tient le rôle de Josef, sorti en Suède en 2007, a été présenté lors du Festival international du film de Berlin 2008, dans la section Forum.
Il participe à la création des jeux vidéo Brothers: A Tale of Two Sons (2013), A Way Out (2018) et It Takes Two (2021), en tant que scénariste et réalisateur,,.

## Filmographie et jeux vidéo

### Comme réalisateur et scénariste
- 2002 : Jalla! Jalla!
- 2003 : Cops
- 2005 : Zozo
- 2007 : Leo
- 2013 : Brothers: A Tale of Two Sons (jeu vidéo)
- 2018 : A Way Out (jeu vidéo)
- 2021 : It Takes Two (jeu vidéo)
- 2025 : Split Fiction (jeu vidéo)[5]

### Comme acteur
- 2007 : Leo